# Министерство нефтянной промышленности Ирана
Министерство нефти Исламской Республики Иран (перс. وزارت نفت جمهوری اسلامی ایران‎) — государственный орган исполнительной власти Исламской Республики Иран, осуществляющий функции по выработке и реализации государственной политики и нормативно-правовому регулированию в сферах нефтегазовой и нефтехимической промышленности, транспортировки углеводородного сырья.

## История
Учреждено 12 марта 1951 года как Иранская национальная нефтяная компания, которая 30 марта 1980 года была преобразована в Министерство нефти Ирана.

## Функции
Основные функции — выработка государственной политики, осуществление нормативного правового регулирования в сферах нефтедобывающей, нефтеперерабатывающей, газовой промышленности, производства жидкого топлива, строительства сооружений нефтяной и газовой промышленности, управления нефтяным машиностроением, сбытом нефтепродуктов, а также обеспечение развития нефтяной промышленности на основе внедрения передовой техники, механизации и автоматизации производственных процессов по добыче и переработке нефти и газа для нужд полного удовлетворения потребностей национальной экономики.
Осуществление правоприменительных функций и функций по контролю и надзору в области:
- обеспечение единой политики в области поиска, разведки, обустройства месторождений, добычи газа, нефти и минеральных ресурсов, переработки, транспортировки углеводородов, их рационального и эффективного использования;
- разработка многовариантных систем транспортировки газа для вывода иранских энергоносителей на мировые рынки;
- обеспечение нефтепродуктами и товарными маслами внутреннего рынка;
- координация деятельности и определение стратегии развития всего нефтегазового комплекса.
- осуществление аналитической работы, проведение экспертной оценки проектов.
- разработка перспективных планов и программ развития нефтегазовой промышленности, в том числе газо- и нефтехимии.
- участие в работе по привлечению иностранных инвестиций в нефтегазовую отрасль Ирана.
- определение потребности нефтегазового сектора в высококвалифицированных специалистах и участие в процессе их подготовки.

Министерство организует и проводит международные научные конференции в нефтегазовой сфере в Иране и за рубежом.

## Организационная структура
- Департамент по международным делам и торговли
- Департамент по правовым делам и парламентским связям
- Департамент техники и промышленности
- Департамент планирования
- Департамент энергетики и углеводородных ресурсов
- Департамент научно-технических исследований и технологии
- Департамент управления и развития персонала 
  - Главное административное управление
  - Главное инспекционное управление
  - Главное финансовое управление
  - Главное управление экспортного контроля
  - Главное экологическое управление
  - Главное управление общественных связей
  - Главное управление по сотрудничеству с ОПЕК

## Подведомственные организации
1. Национальная иранская нефтяная компания (NIOC — National Iranian Oil Company)
2. Национальная иранская нефтехимическая компания (NPC — National Petrochemical Company)
3. Национальная иранская газовая компания (NIGC — National Iranian Gas Company)
4. Национальная иранская нефтеперерабатывающая и распределительная компания (NIORDC — National Iranian Oil Refining and Distribution Company)
5. Международный институт энергетических исследований
6. Университет нефтяной промышленности

## Руководство
Министерство нефти ИРИ возглавляет министр нефти, назначаемый на должность Меджлисом по представлению Президента Ирана.
- С 15 августа 2013 министерство возглавляет Бижан Намдар-Зангане.
- С 11 августа 2021 — Джавад Оуджи (Javad Owji[англ.])

## Разное
Иран имеет 137,6 миллиардов баррелей (2,188 × 1010 м³) доказанных запасов нефти и 29,61 триллионов  м³ разведанных запасов газа (см. Нефтегазовый комплекс Ирана). 
По запасам нефти в мире Иран занимает 3-е место, 2-е место по запасам газа. 
Иран планирует инвестировать в нефтяной сектор 500 млрд долл. до 2025 года.